# Sundae (insaccato)
Il sundae (pron. sun.dɛ, a volte scritto anche "soondae") è un insaccato tipico coreano simile al sanguinaccio o alla salsiccia. Di origine povera, era un modo per consumare anche le parti meno nobili e di scarto.
È diffusissimo in entrambe le Coree; a Seul, nel quartiere di Sillim, esiste una zona chiamata "Sundae Town" con molti locali specializzati nella preparazione di questo piatto.

## Storia
La storia di questo piatto è molto antica e legata alla storia della Corea. Lo si trova annoverato già nel 1653 nel Gyugonsiuibang, un antichissimo ricettario scritto in hangŭl, nel quale si accenna ad una pietanza costituita da intestini o vesciche di animali riempiti di sangue di maiale, carne di cane o altro, il tutto insaporito da spezie e cotto a vapore.
La versione attuale del sundae apparirà solo più tardi nel XIX secolo, riferimenti noti dell'epoca Joseon si trovano nel Gyuhap chongseo, un manuale di economia domestica e gestione della casa, e nel Siuijeonseo, uno dei primi ricettari della cucina coreana tradizionale.

## Preparazione
È solitamente costituito da un intestino di suino o bovino riempito di dangmyeon, orzo, sangue di maiale e frattaglie, ma ne esistono moltissime varianti a base di germogli di soia fermentati, kimchi, cavolo, radicchio, tofu, fagioli e altro.
La cottura può essere a vapore, come nelle ricette più antiche, oppure bollito in pentola, in entrambi i casi il calore ricevuto durante questa fase fa rapprendere i liquidi dando al sundae la consistenza solida di un salame.
Il sundae può essere consumato sia da solo, come una salsiccia o un sanguinaccio, sia cotto insaporendo una zuppa o una minestra sia a fettine infilzate come uno spiedino e può rappresentare un secondo piatto o un contorno se servito in piccole quantità.
Spesso i ristoranti che servono il sundae prevedono un menu chiamato tteoktwisun (in coreano 떡튀순?) a base di sundae, i vari fritti e tteokbokki ed è oggi considerato uno street food coreano.

## Varianti
Le molte varianti del sundae prendono o il nome della regione dove si sono diffuse o quello degli ingredienti: la maggior parte è di carne, ma ne esistono a base di calamaro (in coreano 오징어 순대?, ojing-eo sundaeLR) o di pesce, perlopiù merluzzo dell'Alaska (in coreano 명태 순대?, myeongtae sundaeLR). 
Le più note sono:

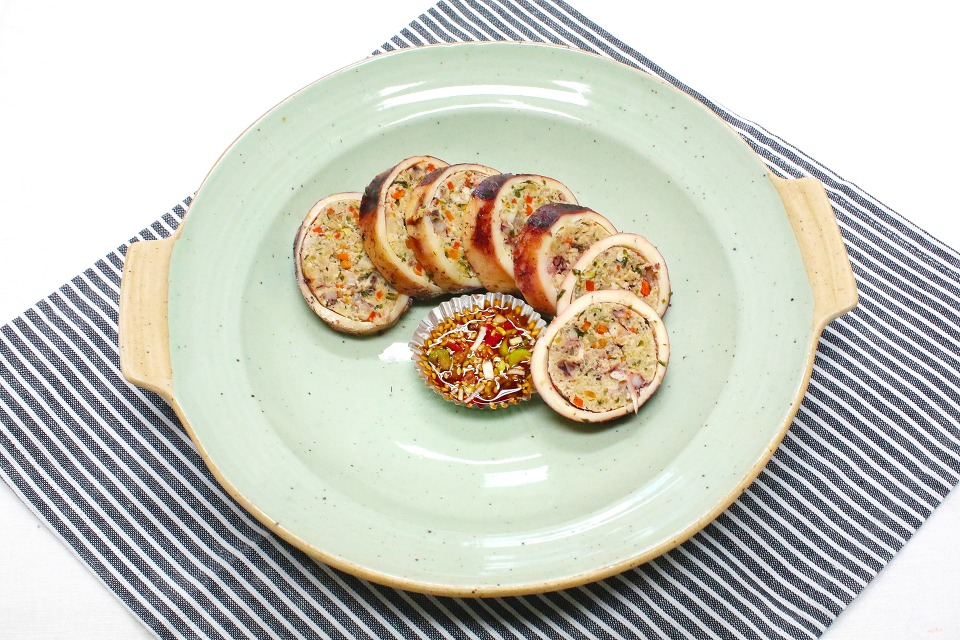
Ojingeo sundae

- Abai sundae (아바이 순대?), specialità delle province di Hamgyeong e  Pyeongan
- Gaeseong sundae (개성 순대?), specialità della regione di Kaesŏng
- Jeju sundae (제주 순대?), specialità dell'isola di Jeju
- Byeongcheon sundae (병천 순대?), specialità della provincia di Chungcheong
- Amppong sundae (암뽕 순대?), specialità della provincia di Jeolla
- Baegam sundae (백암 순대?), specialità di Yongin e della provincia di Gyeonggi
- Ojingeo sundae (오징어 순대?), specialità a base di calamaro essiccato, tipica della provincia di Gangwon
- Mareun ojingeo sundae (마른 오징어 순대?), specialità anch'essa a base di calamaro essiccato, tipica della provincia di Gangwon e di Gyeonggi e servita come un banchan, piccolo contorno, oppure anju, uno stuzzichino salato per accompagnare degli alcolici.
- Mareun ojingeo sundae (마른 오징어 순대?), specialità a base di merluzzo dell'Alaska, tipica del Gangwon e del Hamgyeong
- Eogyo sundae (어교 순대?), variante di sundae in cui l'insaccato è costituito dalla vescica di ombrina o bocca d'oro

## Piatti a base disundae

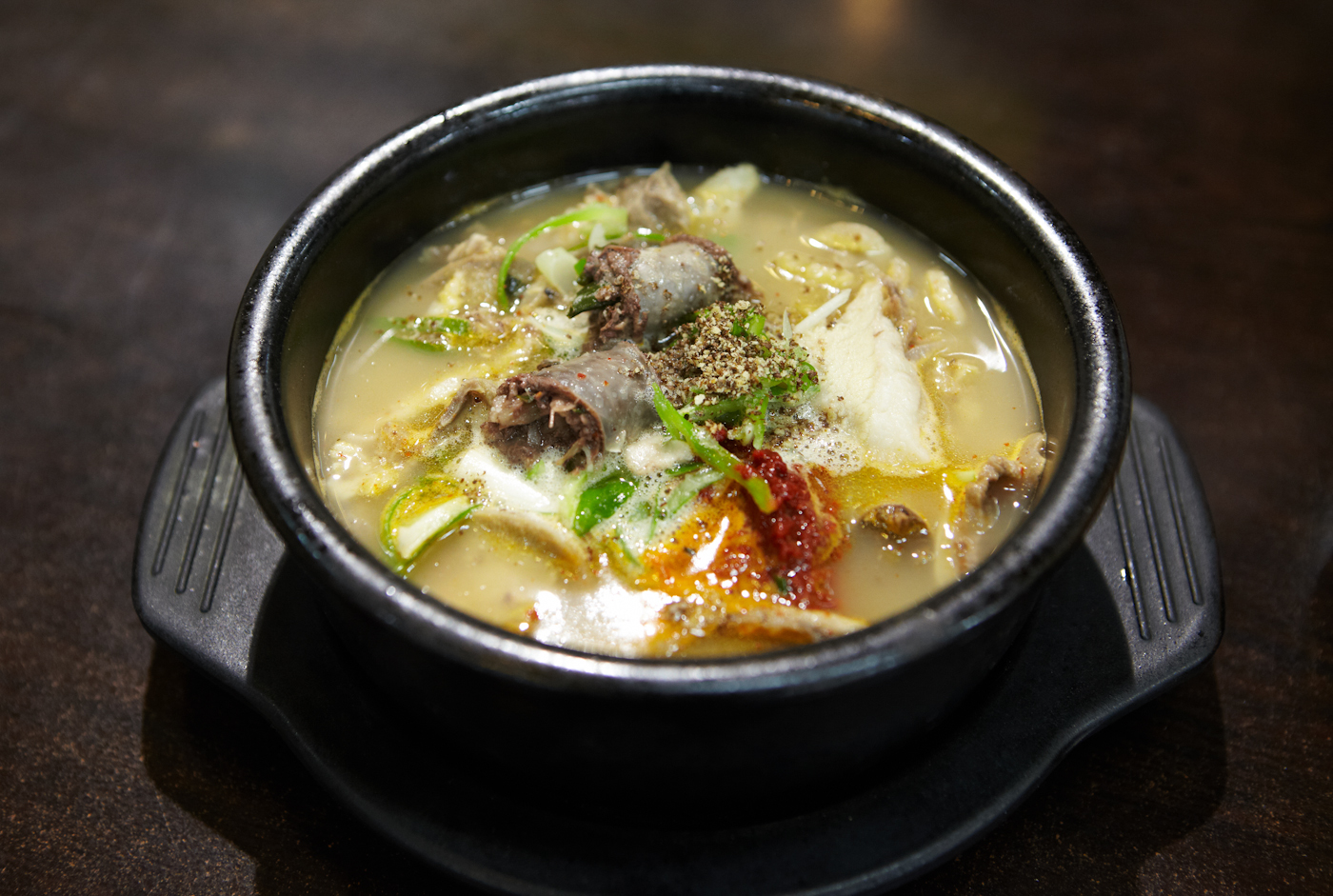
Sundae-guk

- Sundaeguk (순대국), zuppa tipica coreana a base di sundae bollito insieme ad altre frattaglie come intestini (gopchang), grasso, cartilagine, ecc.[3]
- Sundaebokkeum (순대볶음), piatto a base di sundae, verdure e gochujang
- Baeksundae (백순대), piatto simile al Sundaebokkeum, ma preparato senza il gouchujang